# Mifi (departement)
Mifi is een departement in Kameroen, gelegen in de regio Ouest. De hoofdstad van het departement heet Bafoussam. De totale oppervlakte bedraagt 402 km². Er wonen 290 758 mensen in Mifi.

## Districten
Mifi is onderverdeeld in vier districten:
- Bafoussam (stad)
- Bafoussam (platteland)
- Bamougoum
- Lafé-Baleng